# Shefali Jariwala
Shefali Jariwala (Bombay, 15 de diciembre de 1982-Bombay, 27 de junio de 2025) fue una actriz y modelo india que apareció en varios videos musicales hindi, reality shows y películas. Fue conocida por el video musical Kaanta Laga. Participó en los reality shows de baile Nach Baliye 5 y Nach Baliye 7 junto a Parag Tyagi. En 2019, participó en Bigg Boss 13. En 2018, interpretó el papel protagonista femenino en la serie web de ALT Balaji Baby Come Naa junto a Shreyas Talpade.

## Vida personal
Shefali Jariwala se casó con el músico Harmeet Singh, de Meet Brothers, en 2004. La pareja se divorció en 2009 cuando Shefali presentó cargos contra Harmeet.[cita requerida] Más tarde, se casó con el actor Parag Tyagi en 2015. Shefali Jariwala se graduó con un título en Aplicaciones Informáticas.
En una entrevista con E Times TV, reveló que tuvo su primera crisis epiléptica a los 15 años y que el estrés y la ansiedad le provocaban convulsiones, pero que gracias a un programa de ejercicios se mantiene libre de convulsiones y también intenta combatir la depresión.
Jariwala falleció debido a un paro cardíaco el 27 de junio de 2025.

## Carrera
Shefali se hizo famosa por aparecer en una canción del álbum de vídeo de 2002 Kaanta Laga.

## Filmografía

### Televisión
| Año         | Programa         | Papel       |
| ----------- | ---------------- | ----------- |
| 2008        | Boogie Woogie    | Concursante |
| 2012 - 2013 | Nach Baliye 5    | Concursante |
| 2015–2016   | Nach Baliye 7    | Concursante |
| 2019–2020   | Bigg Boss 13     | Concursante |
| 2024        | Shaitani Rasmein | Kapalika    |

### Películas
| Año  | Película             | Papel   | Idioma  |
| ---- | -------------------- | ------- | ------- |
| 2004 | Mujhse Shaadi Karogi | Bijli   | Hindi   |
| 2011 | Hudugaru             | Pankaja | Kannada |

### Series web
| Año  | Programa      | Papel |
| ---- | ------------- | ----- |
| 2018 | Baby Come Naa | Sarah |

### Vídeos musicales
| Año  | Álbum                                          | Canción                    | Cantante |
| ---- | ---------------------------------------------- | -------------------------- | -------- |
| 2002 | DJ Doll - Kaanta Laga Remix                    | Kaanta Laga                | DJ Doll  |
| 2004 | Sweet Honey Mix                                | Kabhi Aar Kabhi Paar Remix | Smita    |
| 2004 | DJ Doll and The Return Of The Kaanta Mix Vol.2 | Kaanta Laga                | DJ Doll  |